# Stift Admont
Het Stift Admont (officieel: Benediktinerabtei St. Blasius zu Admont; Latijns: Abbatia Sancti Blasii Admontensis O.S.B.) is een aan de rivier de Enns gelegen benedictijns klooster in de Oostenrijkse stad Admont. Naast het feit dat het de oudst overgebleven monastieke vestiging van Stiermarken is, bezit het convent met ongeveer 200.000 werken de grootste kloosterbibliotheek ter wereld. Naast een omvangrijke wetenschappelijke collectie geniet het grote bekendheid om de barokke architectuur, het kunstbezit en vele manuscripten. De locatie van het stift op de grens van het bergachtige Nationale Park Gesäuse (de naam "Admont" is afgeleid van de Latijnse woorden ad montes - "op de bergen") is van bijzondere landschappelijke schoonheid.

## Geschiedenis

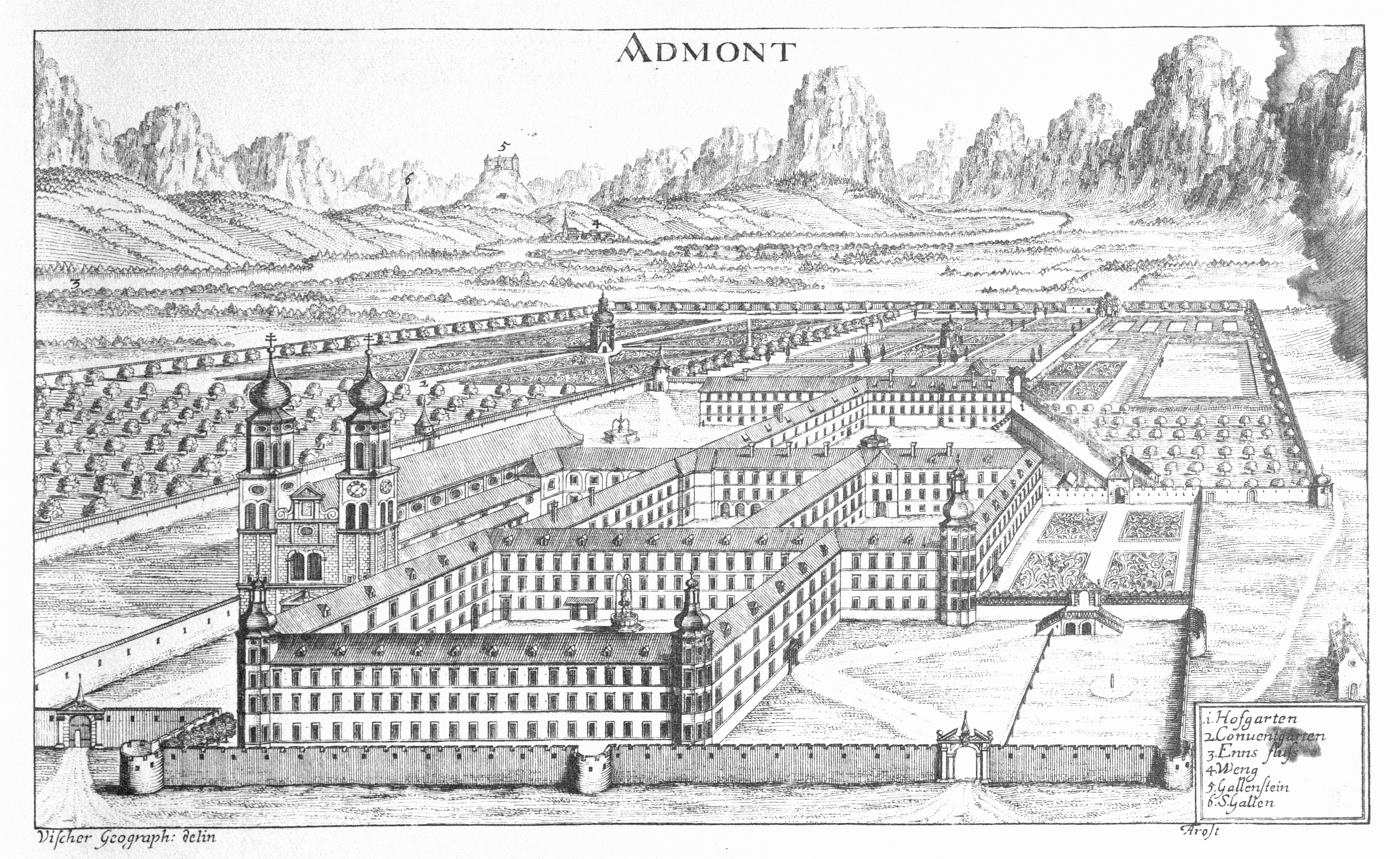
Het klooster in de 17e eeuw

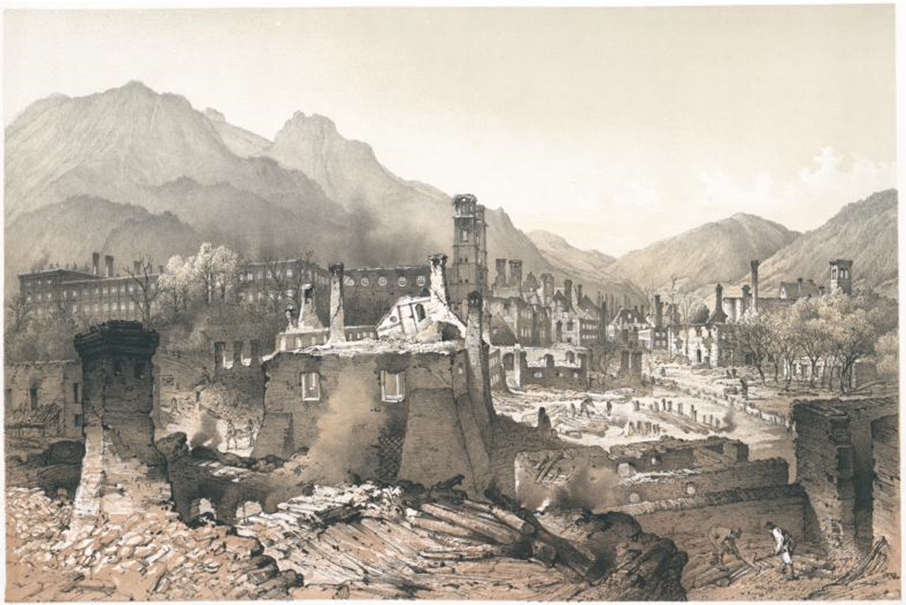
Het stift na de brand in 1865

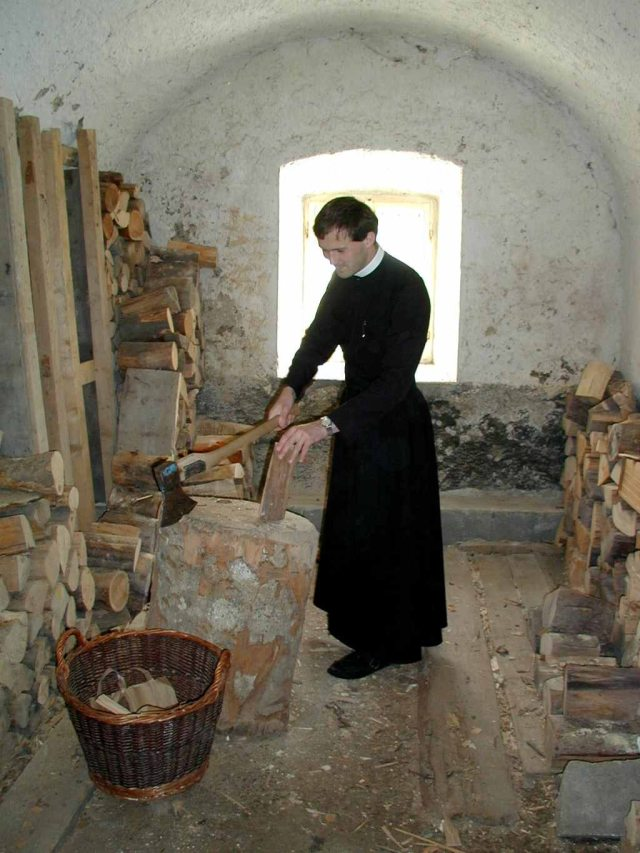
ora et labora

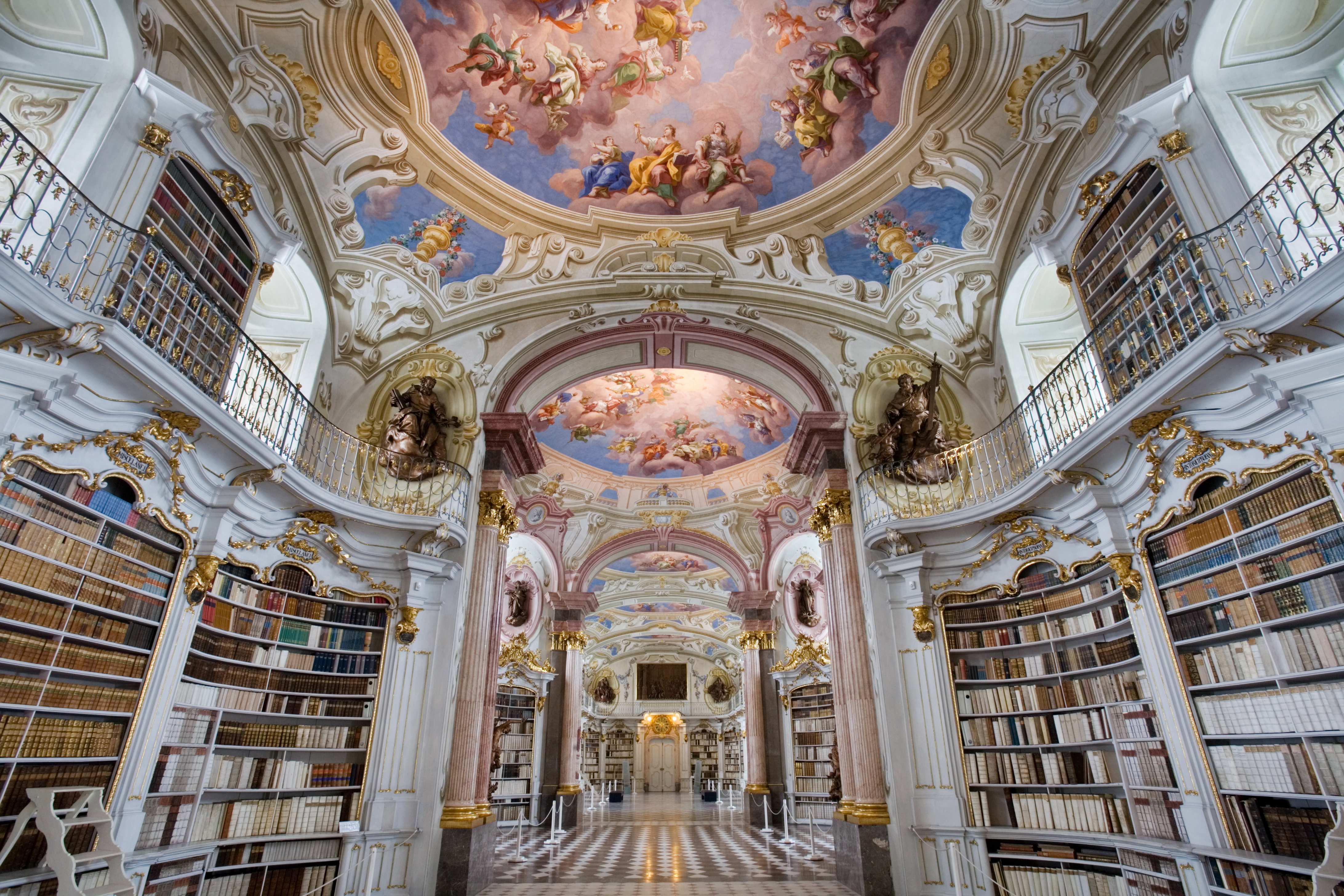
Stiftsbibliotheek

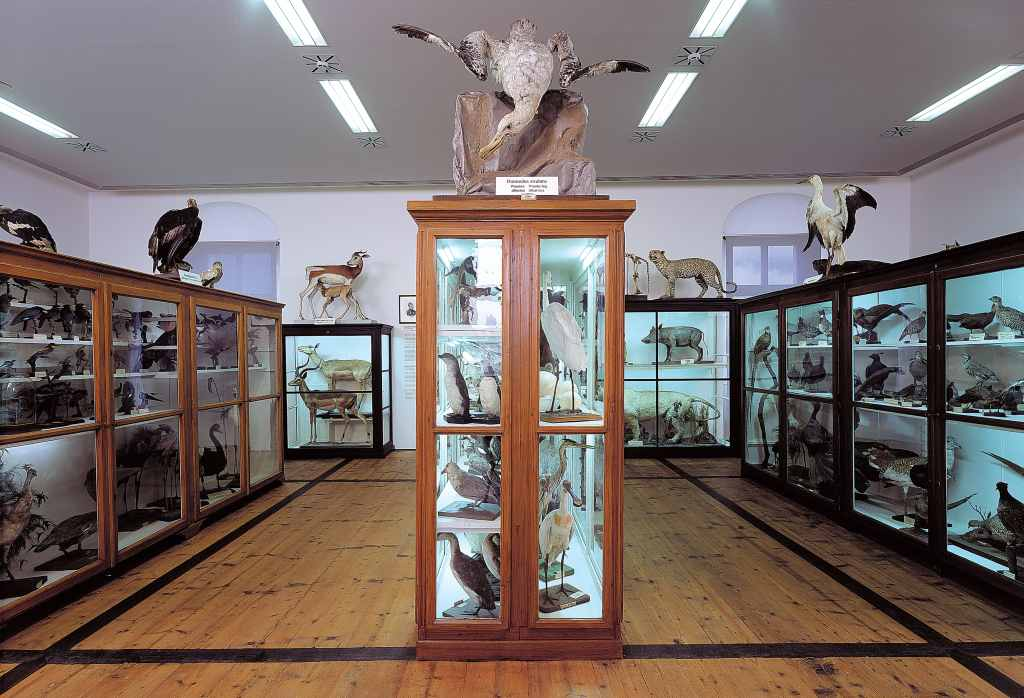
Natuurhistorisch Museum

Het klooster werd met de nalatenschap van Hemma van Gurk in 1074 gesticht door aartsbisschop Gebhard van Salzburg en gewijd aan Sint-Blasius. Eeuwenlang bleef het klooster niet alleen een religieuze plaats, maar ook een belangrijk centrum voor kunst en wetenschap. In 1120 werd een benedictijns vrouwenklooster aan het stift toegevoegd, dat echter tijdens de reformatie weer werd opgeheven. Een in de 12e eeuw gesticht scriptorium liet unieke handschriften na. Abt Engelbert van Admont (1297–1327) behoorde tot de grootste geleerden van zijn tijd. Zijn wetenschappelijk werk omvat meer dan 40 grotere en kleinere verhandelingen.
Met de Turkse invallen en de reformatie brak een periode van verval aan, maar de contrareformatie zorgde voor een opleving van het kloosterleven.
In de 17e en 18e eeuw bereikte de artistieke bedrijvigheid met het werk van de frater Benno Haan (1631–1720) en de beeldhouwer Josef Stammel (1695–1765) nieuwe hoogtepunten. Maar een rampzalige brand in 1865 verwoestte (met uitzondering van de bibliotheek) vrijwel het hele klooster. Ook het in 1782 door Franz Xaver Krisman gebouwde orgel ging verloren. De wederopbouw begon een jaar later.
De crisisjaren van 1930 dwong het stift tot de verkoop van kunstschatten, waaronder de beroemde Madonna van Admont uit circa 1310, en tijdens de periode van de nationaalsocialistische regering werden het klooster opgeheven en de monniken verdreven. De monniken keerden in 1946 weer terug naar hun abdij en tegenwoordig is het klooster weer een bloeiende benedictijnse gemeenschap.

## De benedictijnen
Met de woorden ora et labora et lege (bid en werk en lees) zijn de regels van de orde van de heilige Benedictus samen te vatten. Benedictus schreef ze in 529 in Montecassino in Italië voor zijn gemeenschap. Daarbij ging het hem om een harmonieus ritme tussen handarbeid, gebed en de tijd voor eigen studie.
Sinds de stichting van de abdij leven en werken de monniken van Admont nu meer dan 900 jaar volgens deze orde. De circa 30 monniken staan onder leiding van een gekozen abt. Ze treffen elkaar meerdere malen per dag voor een gemeenschappelijk gebed en de viering van de heilige mis. Namens alle christenen doen ze dit in het bijzonder voor de noden en zorgen van deze tijd.
Naast de viering van de erediensten is het gedienstig zijn aan de medemens een bijzondere verplichting voor de leden van de orde. Het stift heeft de zorg voor 27 parochies, het leidt een gymnasium met circa 650 scholieren en een verzorgingshuis voor ouderen in Frauenberg. In de zestien bedrijven van het klooster werken ongeveer 500 werknemers. De blijvende inzet van het stift voor de wetenschap en kunst komt in het nieuwe museum tot uiting.
In de diverse taken van de benedictijnen staat altijd het motto van de heilige Benedictus centraal: Ut in omnibus glorificetur Deus' - dat in alles God verheerlijkt worde!

## Stiftskerk
De aan de heilige Blasius gewijde stifts- en parochiekerk van Admont werd na de grote brand van 1865 onmiddellijk herbouwd. Het kerkgebouw werd in 1869 als de eerste in neogotische stijl gebouwde kerk van Oostenrijk gewijd.
De kerk bezit een basilicaal schip met een eenschepig koor en een westelijk portaal tussen twee circa 76 meter hoge torens. Het interieur heeft een rijke artistieke inrichting, waaronder ook kunstwerken die aan de brand in 1865 ontsnapten. Zo bezit de kerk nog romaanse fresco's, een oude kopie van de gotische Madonna van Admont en een barokke kerststal van Josef Stammel. In de beide torens hangen zeven klokken, waarvan de grootste, de Blaserin, in het hele dal te horen is.

## Bibliotheek en Musea
Het stift herbergt naast een bibliotheek ook een groot museum, dat zich in twee vleugels over vier verdiepingen uitstrekt. De tentoongestelde voorwerpen betreffen middeleeuwse handschriften, vroegdrukken, kunst uit de middeleeuwen tot hedendaagse kunst en een natuurhistorische collectie. Daarnaast worden er een multimediale presentatie van het stift en gelegenheidstentoonstellingen aangeboden.
Jaarlijks bezoeken 60.000 tot 70.000 toeristen de bibliotheek en de musea.

#### Bibliotheek
De in 1776 voltooide bibliotheek is de grootste kloosterbibliotheek ter wereld. De ruimte is 70 meter lang, 14 meter breed en 11 meter hoog. Ze herbergt ongeveer 70.000 op een totaal bestand van 200.000 exemplaren. Daaronder bevinden zich meer dan 1400 deels middeleeuwse manuscripten en bijna 1000 handgedrukte wiegendrukken.
Het bouwconcept stamt van de architect Josef Hueber, de plafondfresco's werden door de barokke schilder Bartolomeo Altomonte geschilderd en het decoratieve beeldhouwwerk is van Josef Stammel. De architectuur van de bibliotheek staat model voor de idealen van de verlichting: licht wordt met kennis gelijkgeschakeld en moest de hele kloosterbibliotheek doorstromen.
Na de verdrijving van de monniken uit het klooster lieten de nazi's de bibliotheek verzegelen. Delen van van het bestand werden naar Graz getransporteerd, van waaruit ze later wegens luchtaanvallen elders moesten worden geborgen om ten slotte in 1947 terug te keren in de verzameling. Ongeveer 3200 medische, botanische en farmaceutische werken kwamen bij het Deutsche Versuchsanstalt für Ernährung und Verpflegung (Duitse Instituut voor Voeding en Verpleging) van het concentratiekamp Dachau terecht. Deze werken keerden in 1955 terug. Ook de numismatische bibliotheek en het muntenkabinet bevond zich buiten het klooster. Tijdens de laatste oorlogsjaren waren de bibliotheek- en archief ruimten ingericht als lazaret.

#### Natuurhistorisch Museum
Sinds de barokke periode verzamelden de abten een collectie van natuurobjecten en curiositeiten. Abt Gotthard Kuglmayr liet een Naturalien-Cabinet inrichten. Deze voorloper van het Natuurhistorisch Museum werd tijdens de brand van 1865 vernietigd. Vrijwel onmiddellijk begon pater Gabriel Strobl weer ijverig met de opbouw van een nieuwe verzameling, waaraan hij zich de volgende 44 jaar zou wijden. De pater zelf was een botanicus, maar legde zich later toe op de studie van insecten en werd een van de belangrijkste entomologen van zijn tijd.
Het Natuurhistorisch Museum van het klooster bewaart ongeveer 252.000 insecten en is vooral vanwege zijn vliegencollectie beroemd: met circa 80.000 preparaten telt deze diptera-collectie tot de drie belangrijkste van Europa.
In het kader van de renovatie van het museum werd een deel in de oorspronkelijke staat gelaten. In de Leeuwenkamer en het zuidoostelijk paviljoen wordt de inheemse en exotische dierenwereld en een verzameling van gesteenten en mineralen tentoongesteld. Een ander deel van de verzameling wordt in een moderne omgeving en in deels nieuwe vitrines gepresenteerd, waaronder de insecten, reptielen en de vruchtenverzameling van P. Constantin Keller.

#### Kunsthistorisch Museum
Het Kunsthistorisch Museum werd in 1959 opgericht. Sinds 1980 werd het aanmerkelijk vergroot en in de ruimten van de oude prelatuur ondergebracht en stapsgewijs nieuw ontworpen. In de huidige staat dateert het museum uit 2003. De tentoongestelde voorwerpen dateren van de romaanse periode tot de rococo en bevatten schilderijen, beelden en objecten uit de kerkelijke schatkamer. In grote vitrines worden de paramenten in jaarlijks wisselende selecties gepresenteerd. Daaronder bevinden zich de mitra van bisschop Gebhard (eind 14e eeuw), gebrandschilderd glas uit de 15e eeuw en de prachtige gewaden met borduurwerk uit het atelier van frater Benno Haan (1631–1720). Tot de belangrijkste voorwerpen behoren: een draagaltaar (1375), een staf van Gebhard met ivoor (12e of 13e eeuw), een staf met een narwaltand (1680) en schilderijen van Martin Johann Schmidt (1718–1801), Martino (1657–1745) en Bartolomeo Altomonte (1694–1783). Voor de beeldhouwer van het stift, Josef Stammel (1695–1765), werd een aparte ruimte ingericht. Achter de galerie van de schilderijen bevindt zich nog een ruimte voor hedendaagse kunst.

## Graven
- Gebhard van Salzburg
- Engelbert van Admont
- Anastasia van Kiev

## Afbeeldingen

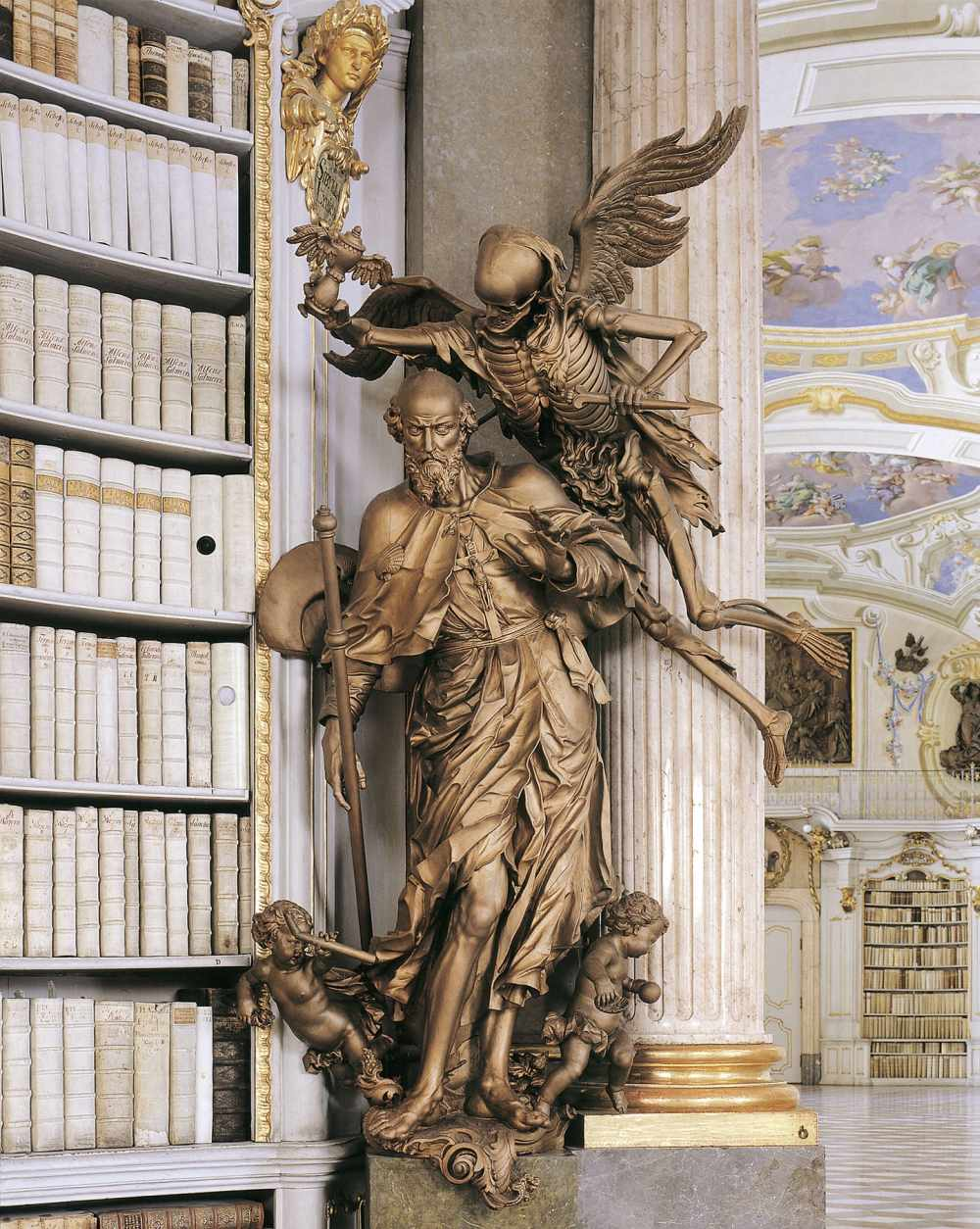
Beeld "De Dood" Josef Stammel
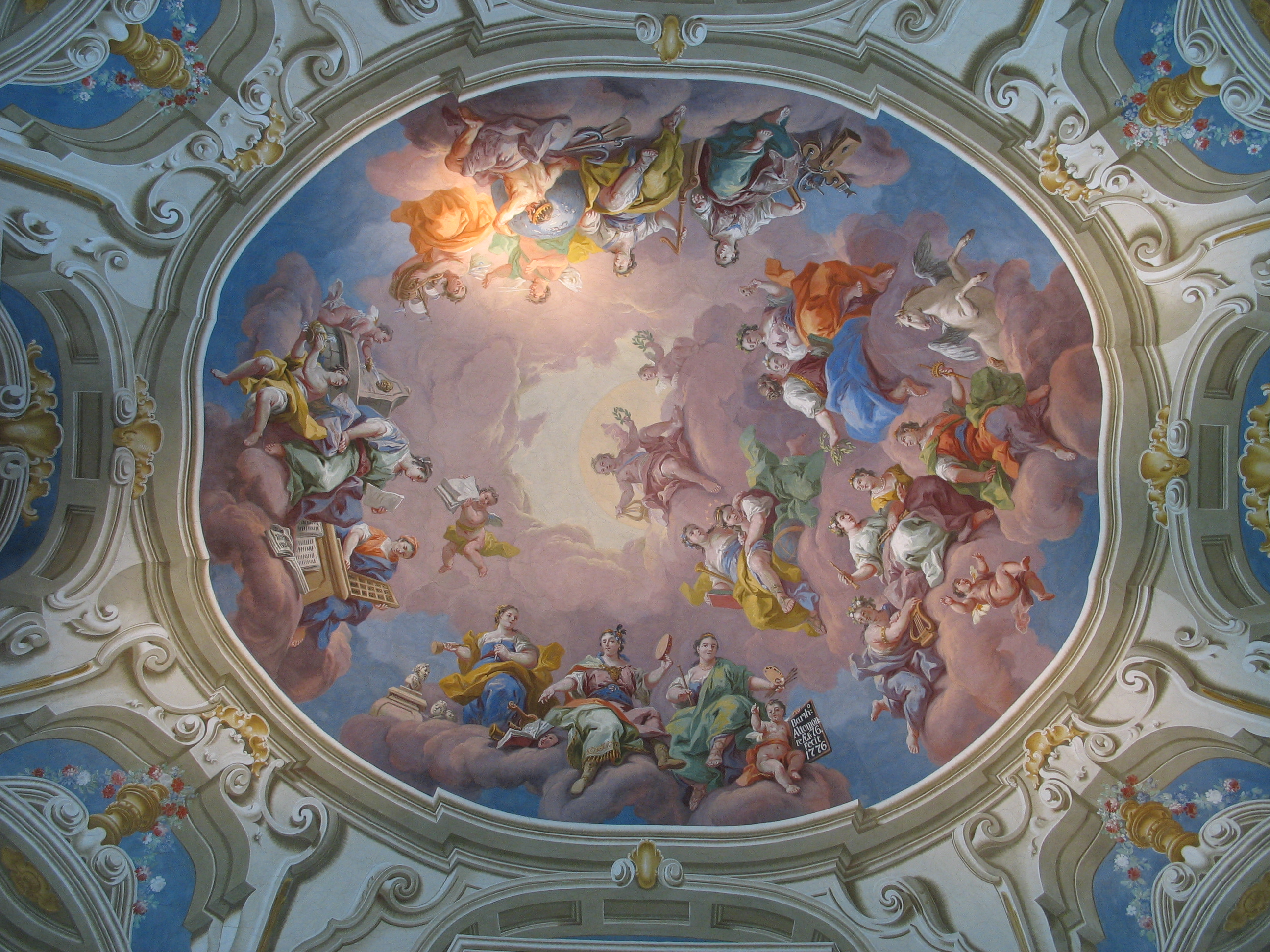
Fresco bibliotheek
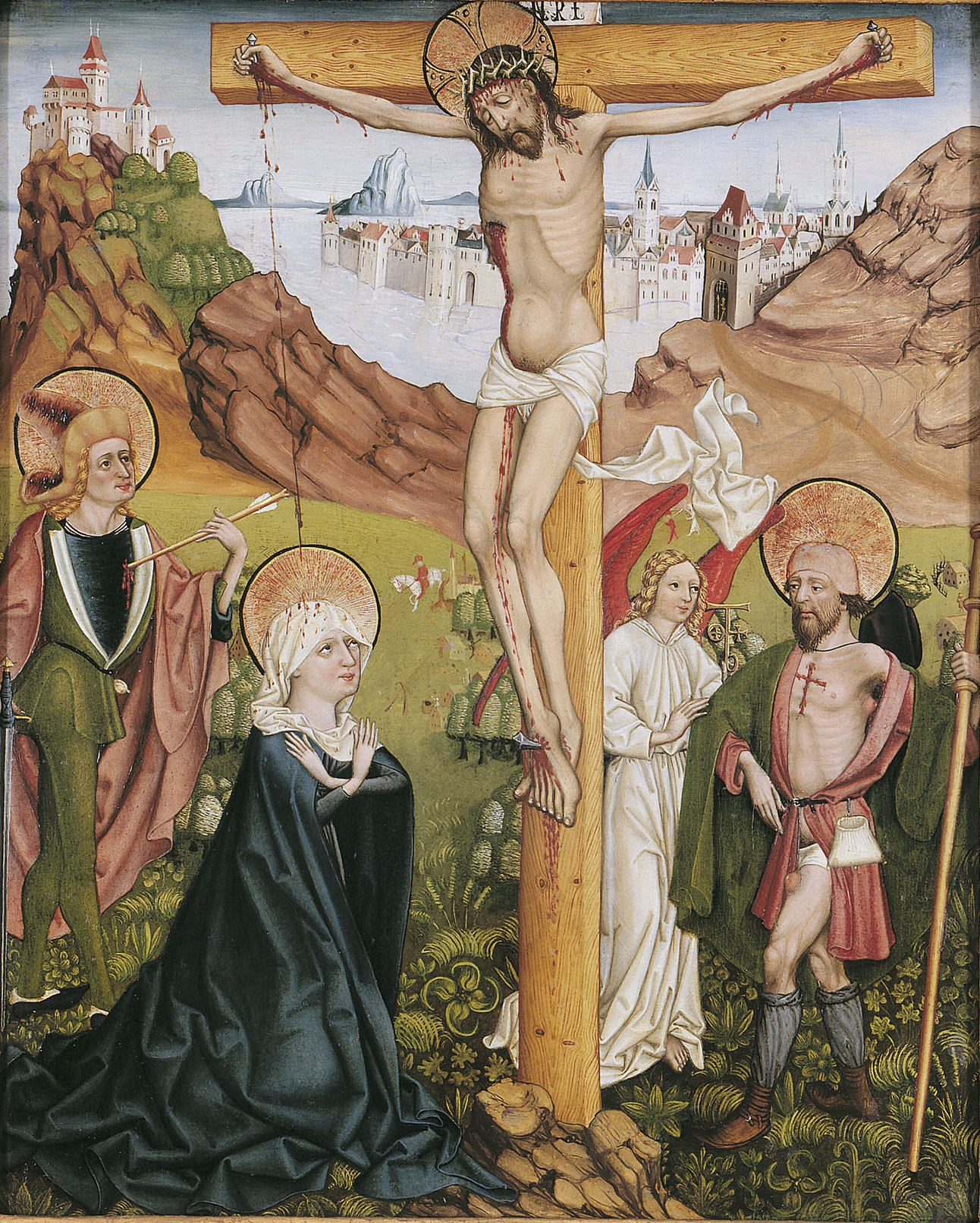
Laat-15e-eeuwse voorstelling van de kruisiging
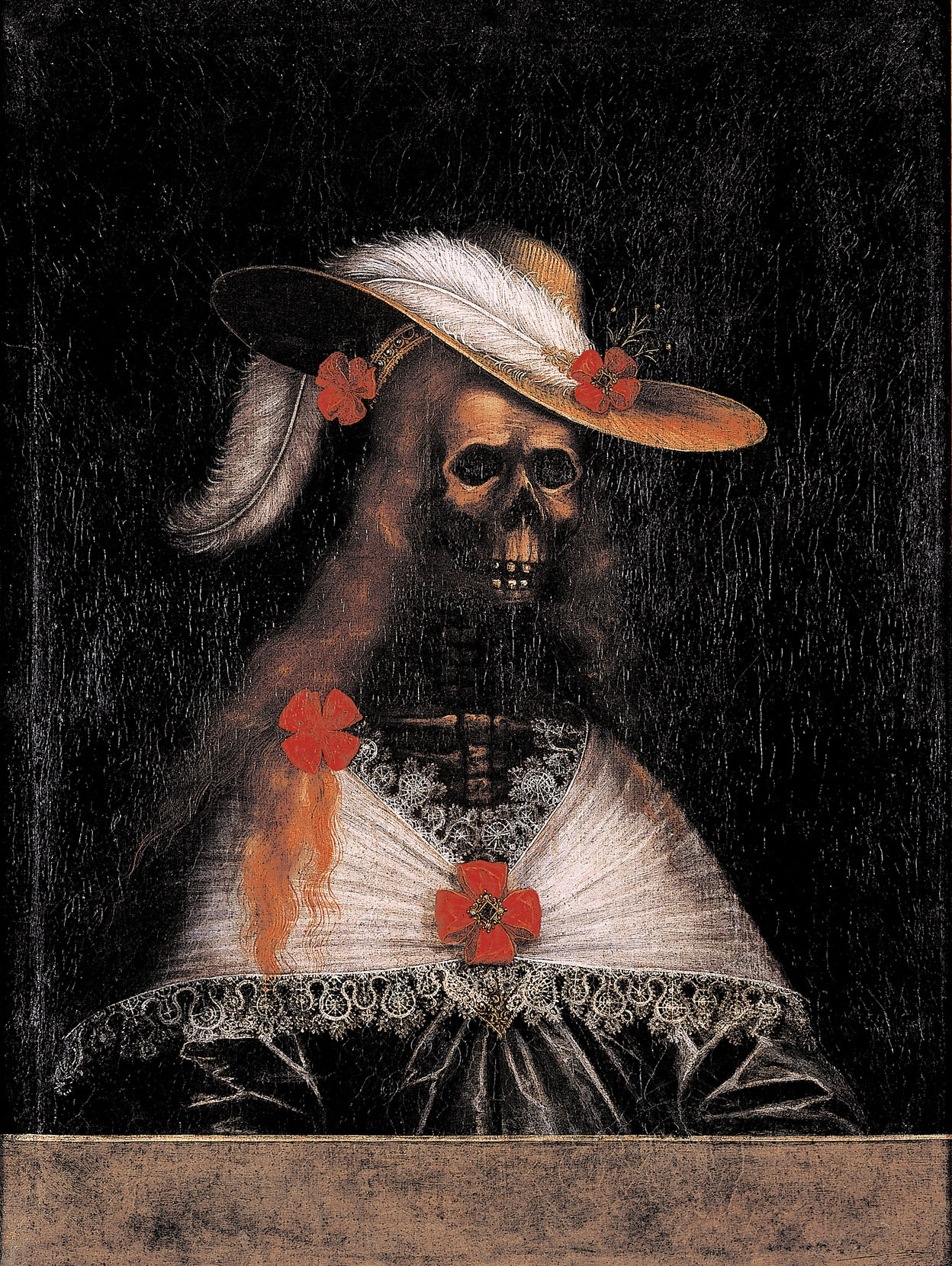
Olieverf burchtvrouwe van Strechau (17e eeuw)